# Jews for the Preservation of Firearms Ownership
A Jews for the Preservation of Firearms Ownership (JPFO) é uma organização sem fins lucrativos 501(c) (3) dedicada à preservação do direito de manter e portar armas nos Estados Unidos e a incentivar os americanos a compreender, apoiar e defender "todas as Declaração de Direitos para todos os cidadãos".
O grupo foi fundado pelo veterano da Marinha dos Estados Unidos, comerciante de armas licenciado (FFL) e autor Aaron S. Zelman em 1989. A Jews for the Preservation of Firearms Ownership reconhece a Segunda Emenda como protegendo um direito de lei natural preexistente de indivíduos para manter e portar armas. É baseado em Bellevue, Washington.

## Atuação
A JPFO assume a posição de que uma cidadania armada é a última linha de defesa da população contra a tirania de seu próprio governo. A organização se destaca pela produção de materiais (adesivos, cartazes, outdoors, livretos, vídeos etc.) com mensagens que equiparam o controle de armas ao totalitarismo. O mais famoso deles é o material "Todos a favor do controle de armas, levantem sua mão direita", que apresenta um desenho de Adolf Hitler fazendo uma saudação nazista. A organização também tenta provar que o genocídio está ligado ao controle de armas, mostrando que a maioria dos países onde um genocídio ocorreu tinha o controle de armas primeiro.
Os membros não precisam ser judeus. O único requisito para ser membro é que você seja um "cidadão cumpridor da lei", "obedecendo à Declaração de Direitos".

## Discordâncias com a Anti-Defamation League
A JPFO tem sido altamente crítica da "Anti-Defamation League" (ADL). Em panfletos como "Por que a ADL apóia as leis baseadas no nazismo?" e "Fatos da JPFO vs. mentiras da ADL", a JPFO acusou a ADL de minar o bem-estar do povo judeu.
Em resposta, Abraham Foxman, Diretor Nacional da ADL, escreveu sobre a JPFO, "O anti-semitismo tem uma história longa e dolorosa, e a ligação com o controle de armas é uma tática dos judeus para a preservação da posse de armas de fogo para manipular o medo do anti-semitismo em direção a seus próprios fins ... É uma campanha que tem sido vista com preocupação por muitos na comunidade judaica".

## Posições políticas
A JPFO afirma que partes do texto do "Gun Control Act of 1968" (GCA) foram traduzidas da legislação nazista. A Lei de Armas da Alemanha, que existia antes dos nazistas chegarem ao poder em 1933, foi alterada em 18 de março de 1938 pelo governo nazista. A alegação da JPFO é baseada em parte no fato de que o GCA de 1968 introduz o teste de "finalidade esportiva" para distinguir diferentes tipos de armas, semelhante ao teste de "finalidade esportiva" que existia na lei alemã em questão. O senador Thomas Dodd foi promotor nos Julgamentos de Nuremberg e revisou cópias das leis sobre armas de fogo da Alemanha nazista e, em 1968, solicitou traduções dessas à Biblioteca do Congresso.
Bernard Harcourt, professor da Escola de Direito da Universidade de Chicago, ao discutir esta proposição fundamental defendida pela JPFO, observa: "Em 13 de janeiro de 1919, o Reichstag promulgou legislação exigindo a entrega de todas as armas ao governo. Esta lei, bem como a "Lei de Desarmamento do Povo", aprovada à luz do Tratado de Versalhes, de 7 de agosto de 1920, permaneceu em vigor até 1928, quando o parlamento alemão promulgou a "Lei sobre Armas de Fogo e Munições" (12 de abril de 1928) - uma lei que relaxou as restrições às armas e colocou em prática um esquema estrito de licenciamento de armas de fogo". Harcourt continuou: "Com certeza, os nazistas tinham a intenção de matar judeus e usaram as leis e regulamentos sobre armas para promover o genocídio", mas concluiu que as leis sobre armas de fogo não foram fundamentais para a implementação do Holocausto.
O advogado e autor Stephen Halbrook, em seu artigo "Lei das Armas de Fogo Nazistas e o Desarmamento dos Judeus Alemães", afirma que as leis alemãs sobre armas eram extremamente frouxas, e mesmo sob a "Lei do Desarmamento do Povo" de 1920, apenas itens como como granadas e metralhadoras foram proibidas e pequenas armas, como rifles e pistolas permaneceram em uso comum. Valery Polozov, um ex-conselheiro do comitê de segurança nacional na Duma russa, afirma em seu livro "Armas de fogo na sociedade civil" que a Alemanha não tinha de fato uma legislação abrangente de controle de armas até 1928, que criou a estrutura legal posteriormente construída pelos nazistas. Halbrook esclareceu nas primeiras frases de seu artigo que "as leis de controle de armas são descritas como benignas e historicamente progressivas. No entanto, as leis alemãs sobre armas de fogo e a histeria criada contra proprietários de armas de fogo judeus desempenharam um papel importante no estabelecimento das bases para a erradicação dos judeus alemães no Holocausto".

## Bill of Rights Sentinel
A JPFO publica para seus membros o "Bill of Rights Sentinel", um boletim informativo trimestral, com um cabeçalho apresentando o lema "All the Bill of Rights for All Citizens".

## Bill of Rights Day
O fundador da JPFO Aaron Zelman acreditava na importância da Declaração de Direitos e encorajou os americanos a celebrar o Dia da Declaração de Direitos(15 de dezembro).

## Gun Confiscation Clock
Seguindo o modelo do Doomsday Clock, o "Gun Confiscation Clock" da JPFO rastreia o que a JPFO vê como uma ameaça ao direito dos americanos de manter e portar armas.

## Carta de Aaron Zelman para Ted Nugent
Em 2010, o fundador da JPFO Aaron Zelman emitiu uma carta aberta ao membro do Conselho de Administração da NRA Ted Nugent, intitulada "O dia em que me juntarei à NRA".

## David & Goliath Award
O "JPFO David & Goliath Award", criado em 2011, reconhece as realizações de indivíduos ou grupos na preservação da posse de armas de fogo. Os destinatários incluem: David Codrea e Mike Vanderboegh, os repórteres investigativos que desvendaram o "escândalo Velozes e Furiosos" (2011); Emily Miller, colunista do Washington Times que documentou a relutância de Washington, DC em obedecer às suas próprias leis sobre armas (2013); Stephen P. Halbrook, Ph.D., o autor e advogado que vinculou os confiscos de armas nazistas diretamente ao Holocausto (2014): e Kyle Kashuv, assassinato em massa na Stoneman Douglas High School sobrevivente e ativista dos direitos da Segunda Emenda (2018).

## Don't Inspire Evil Initiative
A "JPFO Don't Inspire Evil Initiative" é uma proposta que "pede a todos os jornalistas que se abstenham de retratos gratuitos ou repetitivos de nomes e imagens de assassinos em massa".

## JPFO on "Never Again!"
Em 2018, o membro do conselho consultivo da JPFO Dov Marhoffer, um sobrevivente do campo de concentração do Holocausto, escreveu um artigo intitulado "Nunca Mais" chamando a atenção para o que a JPFO acredita ser um entendimento histórico apropriado e contextualizado do lema. Na peça, Marhoffer vê o uso alternativo do lema que promove o controle de armas como impróprio.

## JPFO Rabbinic Director
Os diretores rabínicos da JPFO, fornecendo orientação sobre Judaísmo e armas de fogo, incluem Rabino R. Mermelstein e o Rabino Dovid Bendory.

## Morte do fundador Zelman
Zelman morreu em 21 de dezembro de 2010, aos 64 anos.